# Alamathi
Alamathi es una ciudad censal situada en el distrito de Tiruvallur en el estado de Tamil Nadu (India). Su población es de 7424 habitantes (2011). Se encuentra a 26 km de Tiruvallur y a 22 km de Chennai.

## Demografía
Según el censo de 2011 la población de Alamathi era de 7424 habitantes, de los cuales 3790 eran hombres y 3634 eran mujeres. Alamathi tiene una tasa media de alfabetización del 81,36%, superior a la media estatal del 80,09%: la alfabetización masculina es del 87,38%, y la alfabetización femenina del 75,87%.